# Cheater
Cheater är en EP av Randy, utgiven 2002.

## Låtlista[1]
1. "Cheater"
2. "I Don't Wanna Work"
3. "Stepping Out"
4. "Addicts of Communication"
5. "Dynamite"
6. "I Won't Play That Song"